# Dosso Dossi

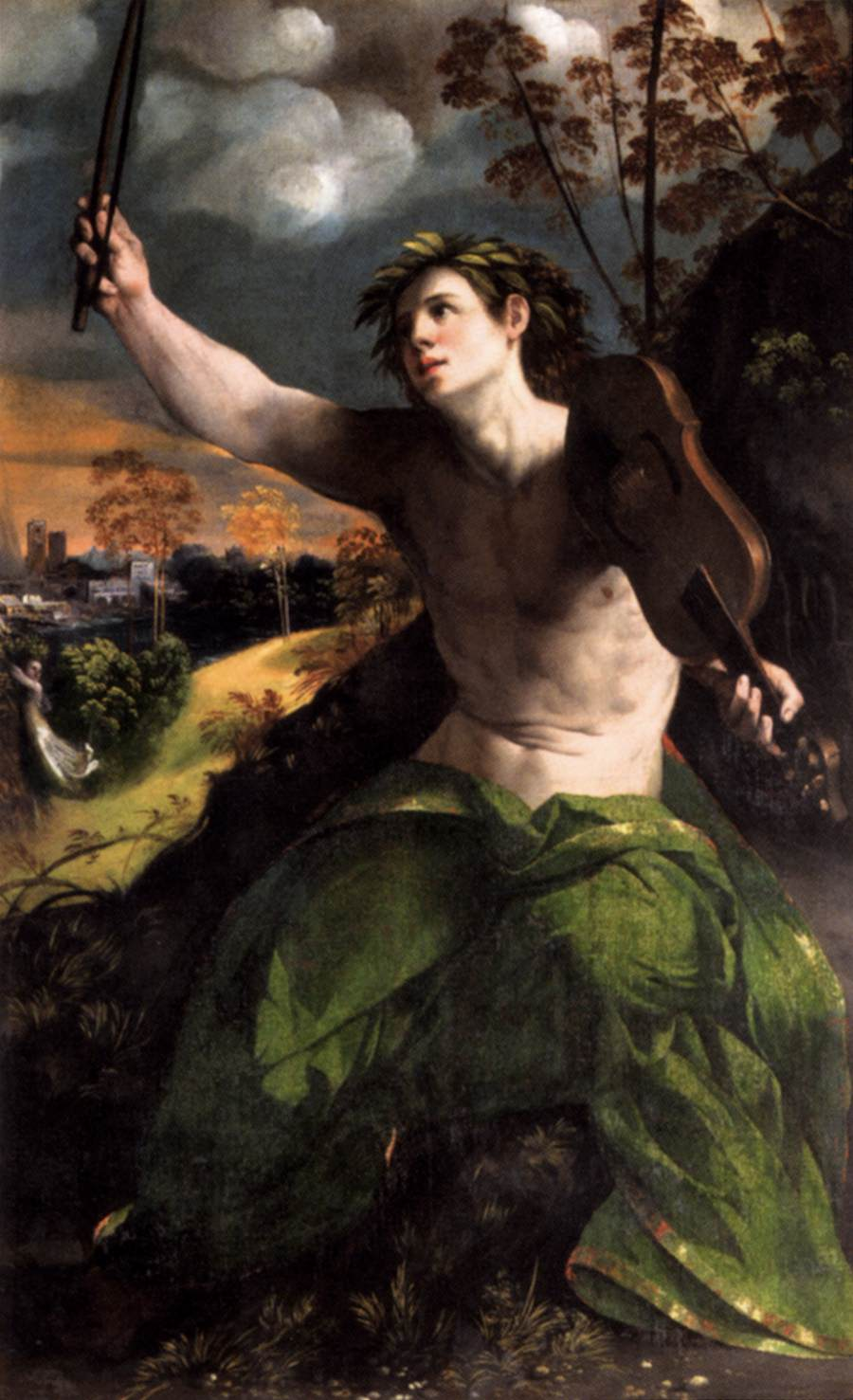
Apolo, de Dosso Dossi (Galleria Borghese, Roma).

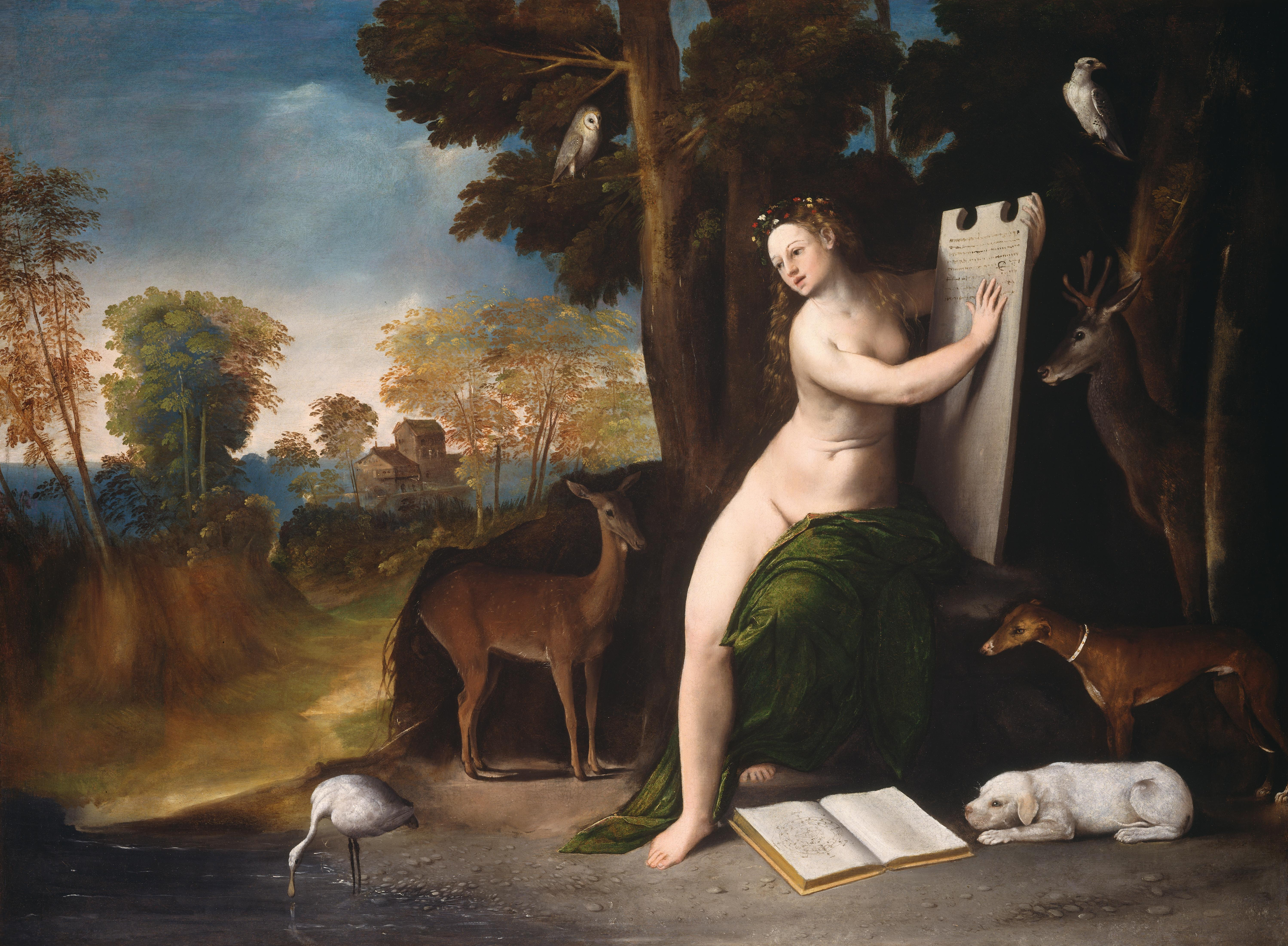
La maga Circe y los animales, de Dosso Dossi (National Gallery of Art).

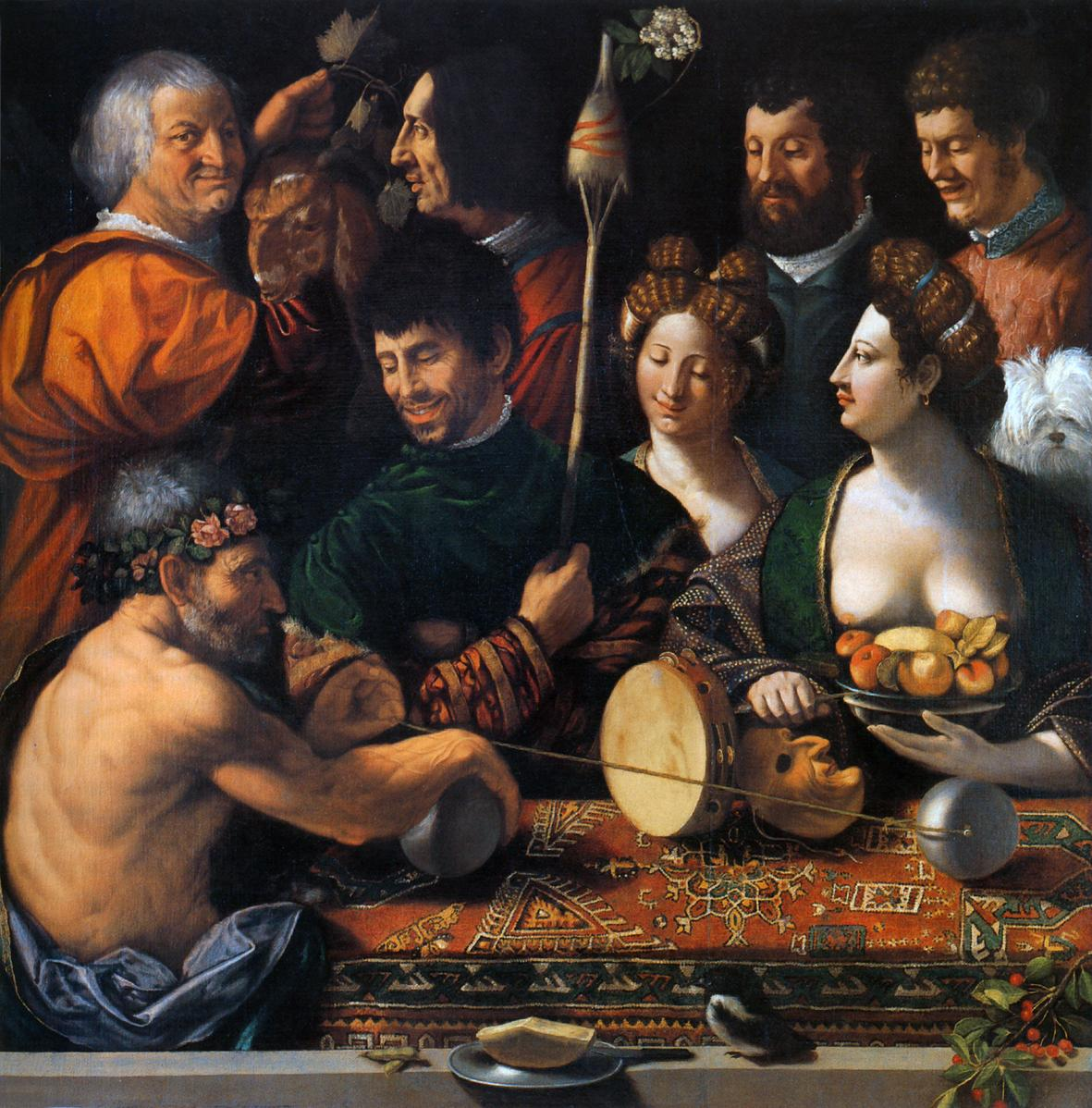
Alegoría de Hércules, de Dosso Dossi (Uffizi, Florencia.

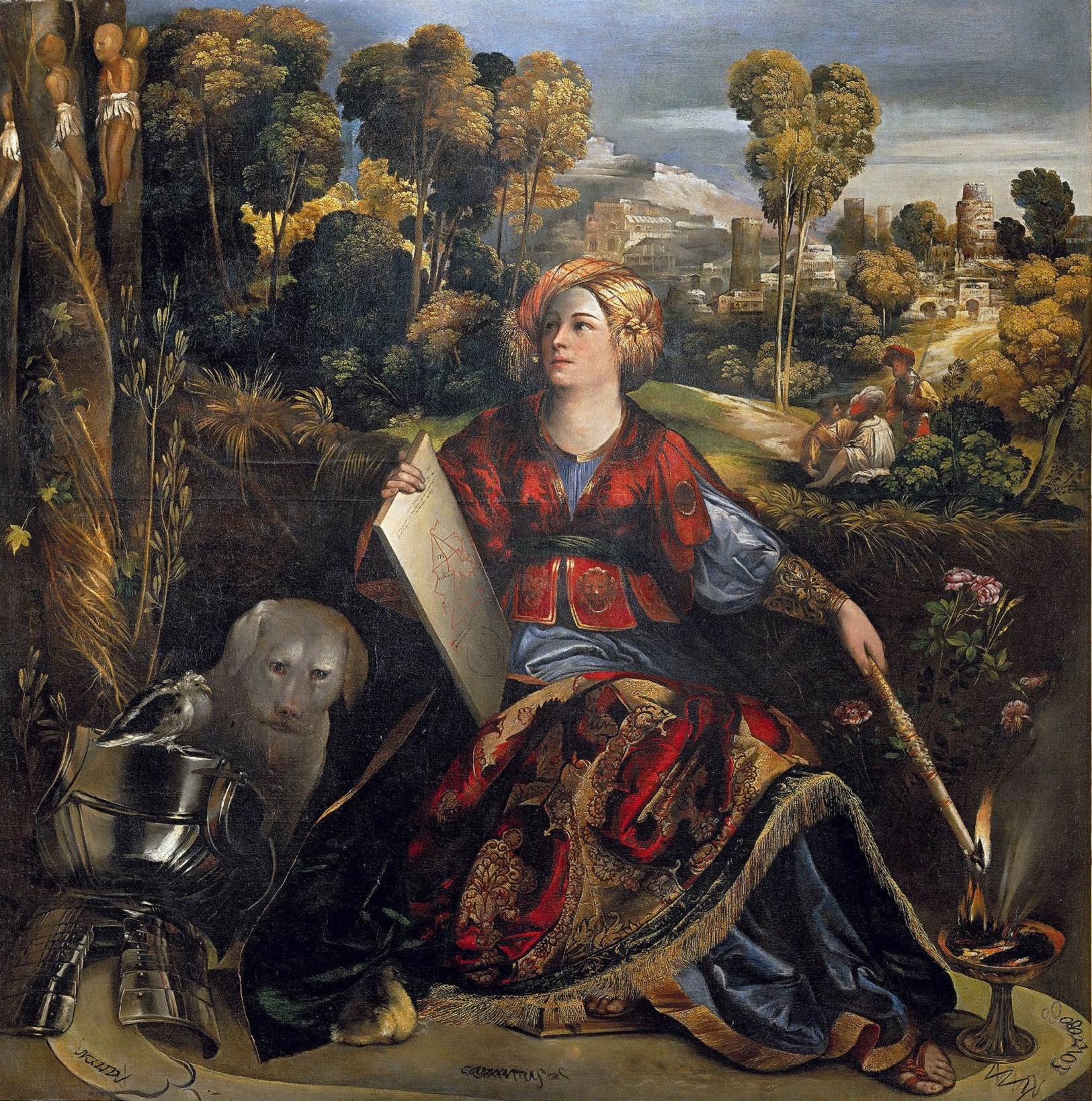
Melissa, de Dosso Dossi, cuadro tradicionalmente conocido como La maga Circe (Galleria Borghese, Roma).

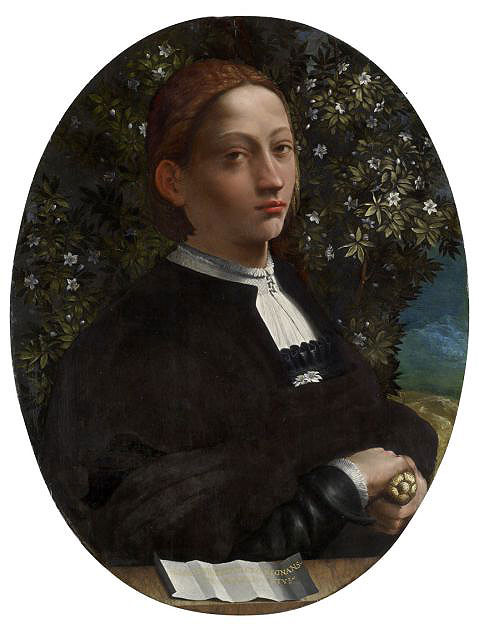
Posible retrato de Lucrecia Borgia en su niñez. Obra de Dosso Dossi.

Giovanni di Niccolò Luteri, llamado Dosso Dossi (San Giovanni del Dosso, provincia de Mantua, h. 1490 - 1542), fue un pintor italiano del Renacimiento.

## Biografía

### Comienzos. Influencia veneciana
Desde el comienzo de su carrera, lo encontramos en Ferrara (1514), donde trabajará la mayor parte de su vida. Parece que ya por entonces había recibido la influencia del estilo veneciano, probablemente a través de Giorgione, que marcó profundamente su arte ya para siempre sobre todo en su tratamiento del paisaje, lírico y sugestivo. También se dejará influir por Tiziano de quien tomó su tratamiento de las formas, libres y sueltas, y su acentuación del color. Sin embargo, su técnica no será una mera traslación de la veneciana, ya que la fuerte tradición quattrocentista ferraresa y la obra de maestros como Amico Aspertini y Ludovico Mazzolino también dejarán su impronta en su manera de trabajar. Se alejará de la tendencia clasicista de los vénetos, sustituyéndola por una expresividad a veces extravagante. En sus cuadros de pequeño formato es donde disfrutará de mayor libertad para explorar esta vena poética.
Entre los encargos más importantes que atendió en esta etapa, destacan un gran cuadro de El triunfo de Baco en India (Bombay, colección particular) y un grupo de diez lienzos en forma de friso; todas estas obras, pintadas hacia 1520-21 para el Camerino de alabastro del Castillo de los Este, como parte de un gran programa pictórico que incluyó otras obras ahora tan célebres como El festín de los dioses de Giovanni Bellini y tres de Tiziano (La bacanal de los andrios, Ofrenda a Venus y Baco y Ariadna). Los lienzos del friso de Dossi se dispersaron entre varios museos y colecciones de diversos países, y en 2019 el Museo del Prado obtuvo uno de ellos, Llegada de los troyanos a las islas Estrófades y ataque de las arpías , adquirido por el Ministerio de Cultura . Es el primer ejemplo seguro de Dosso Dossi que ingresa en el museo madrileño.

### Fase romanista
El viaje que realizó a Roma en 1520 será importante en su evolución como artista. A partir de entonces se dejará influir por los modelos creados por Michelangelo y Sebastiano del Piombo. Un nuevo sentido para los efectos tomado del clasicismo contagiará sus obras.
En sus nuevos retablos podemos ver que incorpora elementos del clasicismo, pero sin llegar a desplazar sus rasgos distintivos: su color intenso y la interacción poética entre las figuras y el paisaje, pero ahora bañadas por un nuevo vigor, tal vez con algo más de retórica.
Simultáneamente realiza una serie de grades pinturas mitológicas, como la Melissa o el Apolo, ambos en la Galleria Borghese, plenas de grandiosidad clasicista, pero también dominadas por un colorido riquísimo y lleno de atractivos claroscuros.

### Grandes decoraciones. Villa Imperiale. Castel Buonconsiglio
Junto a Gerolamo Genga, Francesco Menzocchio, Bronzino, Raffaellino del Colle y Battista Dossi, su hermano, trabajó en la decoración de la Villa Imperiale de Pésaro (Sala delle Cariatidi). Tras una serie de cariátides y extensos paisajes, Dosso da rienda suelta a su fantasía, aunque ciñéndose a las directrices marcadas por Genga.
El trabajo de Giulio Romano en Mantua impresionó profundamente a Dosso. Su trabajo en el Castel Buonconsiglio de Trento lo deja bien a las claras. En este proyecto también participaron el Romanino y su hermano Battista. Aquí, el dibujo de Dosso se hace más conciso, su fantasía está contenida en un intento de corrección clasicista.

### Fase final
La fase final de su carrera es un poco menos interesante. Aceptó en mayor medida los convencionalismos clásicos impuestos por el arte oficial romano. Su carácter se ve atenuado por estas reglas, y no encuentra sustituto para lo perdido en los nuevos conceptos. Aun así, en obras de tipo más privado, todavía expresa cierta vitalidad.
A la muerte de Dosso, su taller siguió en activo bajo la dirección de Battista Dossi, pero ya sin la personalidad y el genio del artista, derivó hacia un romanismo insulso y de menor calidad.
Entre sus pinturas de menor formato, destaca el cuadro tradicionalmente llamado La maga Circe (Galería Borghese de Roma), que algunas fuentes identifican como La sacerdotisa Melisa.
Dossi fue citado por Ariosto en su obra Orlando furioso y realizó el más célebre retrato de dicho escritor, así como una importante colección de grabados para ilustrar el Orlando editado en Venecia por Vicencio Valgrisio.

## Obras destacadas
- Júpiter, Mercurio y la Virtud (1515-1518) Castillo de Wawel, Cracovia, en Polonia.
- Bacanal (1515, National Gallery, Londres)
- Sagrada Familia con pastores (1516, Museo de Cleveland)
- Virgen con ángel, donante y santo obispo (antes en la colección Therey, Budapest)
- Sagrada Familia (1518, Uffizi, Florencia)
- Idilio (Metropolitan Museum, New York)
- Los Argonautas (1518-20, National Gallery, Washington)
- Llegada de los troyanos a las islas Estrófades y ataque de las arpías (1519-20, Museo Nacional del Prado, Madrid)
- Triunfo de Baco en India (1520-24, Bombay, colección privada)
- Santa Lucrecia (Colección Samuel H. Kress, National Gallery, Washington)
- Santa Paula (National Gallery, Edimburgo)
- Virgen con Niño (Galleria Borghese, Roma)
- Pietà (1521-22, National Gallery, Londres)
- Alegoría de la Pintura (1522, Kunsthistorisches Museum)
- Virgen en la Gloria con San Sebastián, San Juan Bautista y San Jerónimo (1522, Catedral de Módena)
- Virgen con San Juan Bautista y San Juan Evangelista (1523-25, Galleria Pitti, Florencia)
- La sacerdotisa Melisa (o La maga Circe; 1523, Galleria Borghese, Roma)
- Virgen con San Jorge y San Miguel (1525, Galleria Estense, Módena)
- Apolo (1525, Galleria Borghese, Roma)
- La lapidación de San Esteban[3] (1525, Museo Thyssen-Bornemisza, Madrid, en depósito al MNAC de Barcelona)
- Alegoría de la Música (1525?, Museo Horne, Florencia)
- San Juan Evangelista y San Bartolomé con donantes (1527?, Galleria Nazionale d'Arte Antica, Roma)
- Decoración de la Sala delle Cariatidi de Villa Imperiale, Pesaro (1530)
- Decoración del Castel Buonconsiglio, Trento (1531-32)
- Coronación de la Virgen con los Padres de la Iglesia (1532, Galería de Dresde)
- Sagrada Familia (1532, Museo Capitolino, Roma)
- Cristo entre los doctores (1534, perdido, antes en la Catedral de Faenza)
- Virgen con un gallo (1535, Hampton Court)
- Hércules y los pigmeos (1535, Alte Galerie at Landesmuseum Joanneum, Graz)
- La Stregoneria (1540, Uffizi, Florencia)